# Чиаев, Иосиф Семёнович
Иосиф Семёнович Чиаев (18 февраля 1907 — 12 июля 1999) — советский партийный и государственный деятель. первый секретарь Областного комитета КП Грузии Юго-Осетинской автономной области (1962—1965).

## Биография
Член ВКП(б) с 1939 года. Окончил Закавказский институт инженеров путей сообщения (1929).
После получения высшего образования был назначен начальником участка перевальной дороги «Ванел—Зарамаг». После прекращения финансирования строительства дороги в 1930, все хозяйство было передано в распоряжение дорожного отдела Юго-Осетинского облисполкома, куда в это же время был определен Чиаев.
С 1931 — на хозяйственной, общественной и политической работе:
- 1931—1942 гг. — инженер, начальник строительства дороги, заведующий Юго-Осетинским областным дорожным
- 1943—1956 гг. — директор Квайсинского рудоуправления,
- 1956—1957 гг. — председатель исполнительного комитета Областного Совета Юго-Осетинской автономной области
- 1957—1962 гг. — заместитель председателя СНХ СМ Грузинской ССР
- 1962—1965 гг. — первый секретарь Областного комитета КП Грузии Юго-Осетинской автономной области,
- февраль-октябрь 1965 г. — заместитель председателя СНХ СМ Грузинской ССР.

В октябре 1965 г. был назначен министром промышленности строительных материалов Грузинской ССР.
Избирался депутатом Верховного Совета СССР 6-го созыва.

## Память
В октябре 2022 в городе Квайса был установлен бюст Чиаеву, как основателю данного населённого пункта, приуроченный к 15-ию города.